# 山田まりお
山田 まりお（やまだ まりお、8月16日 - ）は、日本の漫画家。女性。

## 概要
『スーパーOL バカ女の祭典』では、非現実的なほど傍若無人なOLを描き、爆笑作家として認識されたが、次第に美形キャラクターを主人公とした作品も積極的に描くようになってきている。デビューはいわゆるBL系のジャンルであり、同じジャンルの山田ユギとも親交が深い（同じ苗字だが血縁者ではない）。

## 作品リスト

### 連載中
- しげきっくす（たかの宗美スペシャル、別冊本当にあった笑える話（ぶんか社））

この他に『スーパーOL バカ女の祭典』を連載していた『まんがタイムオリジナル』での特集ページに不定期登場。

### 連載終了
- 三色だんご（月刊まんがタウン（双葉社））
- スーパーOL バカ女の祭典（まんがタイムラブリー、まんがタイムオリジナル、まんがタイム（芳文社））
芳文社刊の『大収穫だよ!まんがタイム』にも白黒ページではあるが収録されている。
- スタミナ天使（まんがタイムラブリー（芳文社））
- せんせいは女王様（まんがくらぶ（竹書房））
- ママさん（まんがくらぶオリジナル（竹書房））

### BL作品
- 二人のヒメゴト（オークラ出版）
- 急がせないで（花音コミックス）
- 僕はジーザス（ショコラコミックス）
- 誘惑するおもちゃ（花音コミックス）
- 悪魔でおもちゃ（花音コミックス）
- 俺たちはハナから壊れてる（2022年4月19日発売[1]、ショコラコミックス）